# ریشارد نوواکووسکی
ریشارد نوواکووسکی (آلمانی: Richard Nowakowski؛ زادهٔ ۲۷ سپتامبر ۱۹۵۵) بوکسور اهل آلمان است.